# نهائي كأس الاتحاد الإنجليزي 1966
نهائي كأس الاتحاد الإنجليزي 1966 (بالإنجليزية: FA Cup final 1966) هي المباراة الختامية لتحديد الفائز في بطولة كأس الاتحاد الإنجليزي 1965–66 في النسخة الخامسة والثمانين من مسابقة الكأس الإنجليزي في بطولة الأقدم في تاريخ في كرة القدم وينظمها الاتحاد الإنجليزي لكرة القدم، أقيمت مباراة نهائي كأس الاتحاد الإنجليزي هذا الموسم في 14 مايو 1966 على ملعب ويمبلي بين نادي إيفرتون وشيفيلد وينزداي. كان إيفرتون أول فريق منذ بيري في عام 1903 يصل إلى نهائي كأس الاتحاد الإنجليزي دون أن يستقبل أي هدف، بينما وصل شيفيلد وينزداي إلى النهائي بعد أن لعب كل جولة خارج أرضه.
عاد إيفرتون من التأخر 2-0 ليفوز 3-2 بهدفين من مايك تريبيلكوك وهدف ديريك تيمبل. وسجل جيم ماكاليوج وديفيد فورد أهداف نادي شيفيلد وينزداي، وجاء هدف تيمبل بعد انزلاق مؤسف من جيري يونج، عندما تحركت الكرة تحت قدمه، وتمكن تيمبل من الركض ووضع الكرة أمام حارس المرمى رون سبرينجيت في الزاوية. أصبح إيفرتون الفريق الثاني فقط، بعد نادي بلاكبول في عام 1953، الذي عاد من تأخره بهدفين ليفوز بالكأس دون الحاجة إلى وقت إضافي، وهو إنجاز لم يتكرر منذ ذلك الحين. أعيدت هذه النتيجة أن كأس الاتحاد الإنجليزي لكرة القدم إلى جوديسون بارك للمرة الثالثة والمرة الأولى منذ 33 عامًا، منذ أن فاز بها الفريق الذي ضم ديكسي دين في عام 1933.
حضر المباراة جون لينون وبول مكارتني من فرقة البيتلز. اقتحم مشجع فريق إيفرتون إيدي كافاناغ منطقة اللعب وطارده أحد رجال الشرطة عبر الملعب.

## عن الفريقين
| الفريق         | التتويج | المشاركات السابقة في النهائيات (الخط الغليظ للأرقام يشير لسنة التتويج باللقب) |
| -------------- | ------- | ----------------------------------------------------------------------------- |
| إيفرتون        | 2       | 5 (1893، 1897، 1906، 1907،1933)                                               |
| شيفيلد وينزداي | 3       | 4 (1890، 1896، 1907، 1935)                                                    |

## المباراة

### تفاصيل المباراة
| إيفرتون                       | 3–2    | شيفيلد وينزداي        |
| ----------------------------- | ------ | --------------------- |
| تريبيلكوك 59'، 64' · تمبل 74' | Report | مكاليوج 4' · فورد 57' |

| إيفرتون | شيفيلد وينزداي |

|              |    |                  |  |
|              |    | تشكيلة الفريق:   |  |
|              | 1  | غوردون وست       |  |
|              | 2  | تومي رايت        |  |
|              | 3  | راي ويلسون       |  |
|              | 4  | جيمي غابريال     |  |
|              | 5  | برايان لابون (c) |  |
|              | 6  | برايان هاريس     |  |
|              | 7  | أليكس سكوت       |  |
|              | 8  | مايك تريبيلكوك   |  |
|              | 9  | أليكس يونغ       |  |
|              | 10 | كولن هارفي       |  |
|              | 11 | ديريك تمبل       |  |
| المدرب:      |    |                  |  |
| هاري كاتيريك |    |                  |  |

|            |    |                |  |
|            |    | تشكيلة الفريق: |  |
|            | 1  | رون سبرنغيت    |  |
|            | 2  | ويلف سميث      |  |
|            | 3  | دون ميغسون (c) |  |
|            | 4  | بيتر إيوستاس   |  |
|            | 5  | سام إليس       |  |
|            | 6  | جيرالد يونغ    |  |
|            | 7  | غراهام بف      |  |
|            | 8  | جوني فانثام    |  |
|            | 9  | جيم ماكاليوغ   |  |
|            | 10 | ديفيد فورد     |  |
|            | 11 | جون كوين       |  |
| المدرب:    |    |                |  |
| آلان براون |    |                |  |